# Ogledalce
Ogledalce ("Spegel") är debutalbumet av Jelena Karleuša från 1995.

## Låtlista
1. Ogledalce (Spegel) / Dragan Brajovic - Dragan Brajovic - Zoran Tutunovic /
2. Gde smo pogrešili mi (Var gjorde vi fel) / Dragan Brajovic - Dragan Brajovic - Zoran Tutunovic /
3. Biću tvoja (Vill vara din) / Dragan Brajovic - Dragan Brajovic - Zoran Tutunovic /
4. Da mi nisi drag (Om du inte var min kära) / DBeki Bekic - Beki Bekic - Zoran Tutunovic /
5. Najbolja drugarice (Bästa vänner) / Dragan Brajovic - Dragan Brajovic - Zoran Tutunovic /
6. Lagao si, lagao (Du ljög, du ljög) / Dragan Brajovic - Dragan Brajovic - Zoran Tutunovic /
7. Suze devojačke (En flickas tårar) / Dragan Brajovic - Dragan Brajovic - Zoran Tutunovic /
8. Dala sam ti noć (Jag gav dig natten) / Sasa Popovic - Dragan Brajovic - Zoran Tutunovic /